# 王兴於
王兴於（1965年12月—），男，汉族，湖北黄冈人，中华人民共和国政治人物。现任湖北省政协副主席，中共湖北省委副秘书长，省委办公厅主任。